# 京都市考古資料館
京都市考古資料館（きょうとしこうこしりょうかん）は、京都市上京区今出川大宮東入ルに位置する考古資料専門の博物館。

## 概要
京都市内で発掘された埋蔵文化財を中心に展示を行うとともに文化財講習などのイベントを行う施設であり、1979年（昭和54年）11月に開館した。文化財の発掘、研究、保護などを目的に京都市を中心に設立された財団法人京都市埋蔵文化財研究所が、指定管理者として管理・運営を行っている。
館内は時代別、テーマ別などいくつかのコーナーに分け現物、レプリカ、写真などで展示されている。一部の展示物は写真撮影や手で触れることが可能である。建物は1914年（大正3年）に本野精吾の設計で建てられた旧西陣織物館を改修したもので、1984年（昭和59年）に京都市登録有形文化財に登録されている。

## 主な展示物
- 羅城門復元模式図
- 平安時代の土器変遷
- 縄文早期住居址レプリカ（実物大）
- 市内で発掘された外国（中国、ペルシャ等）の陶器類
- オープンコーナー（手で触れられる）の瓶、土器、瓦など

平安宮豊楽殿出土品（国の重要文化財）
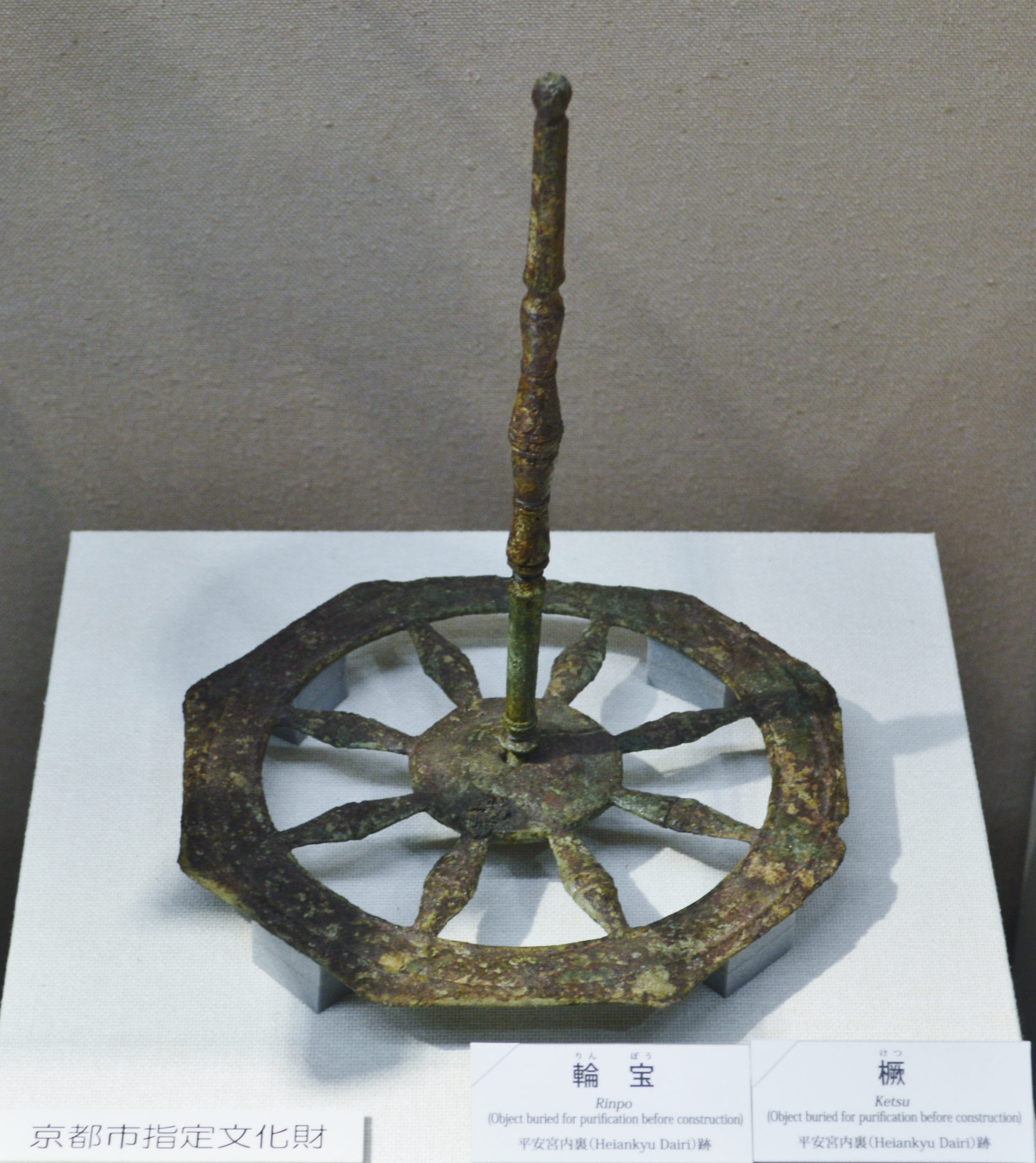
平安宮内裏出土輪宝・橛（京都市指定文化財）
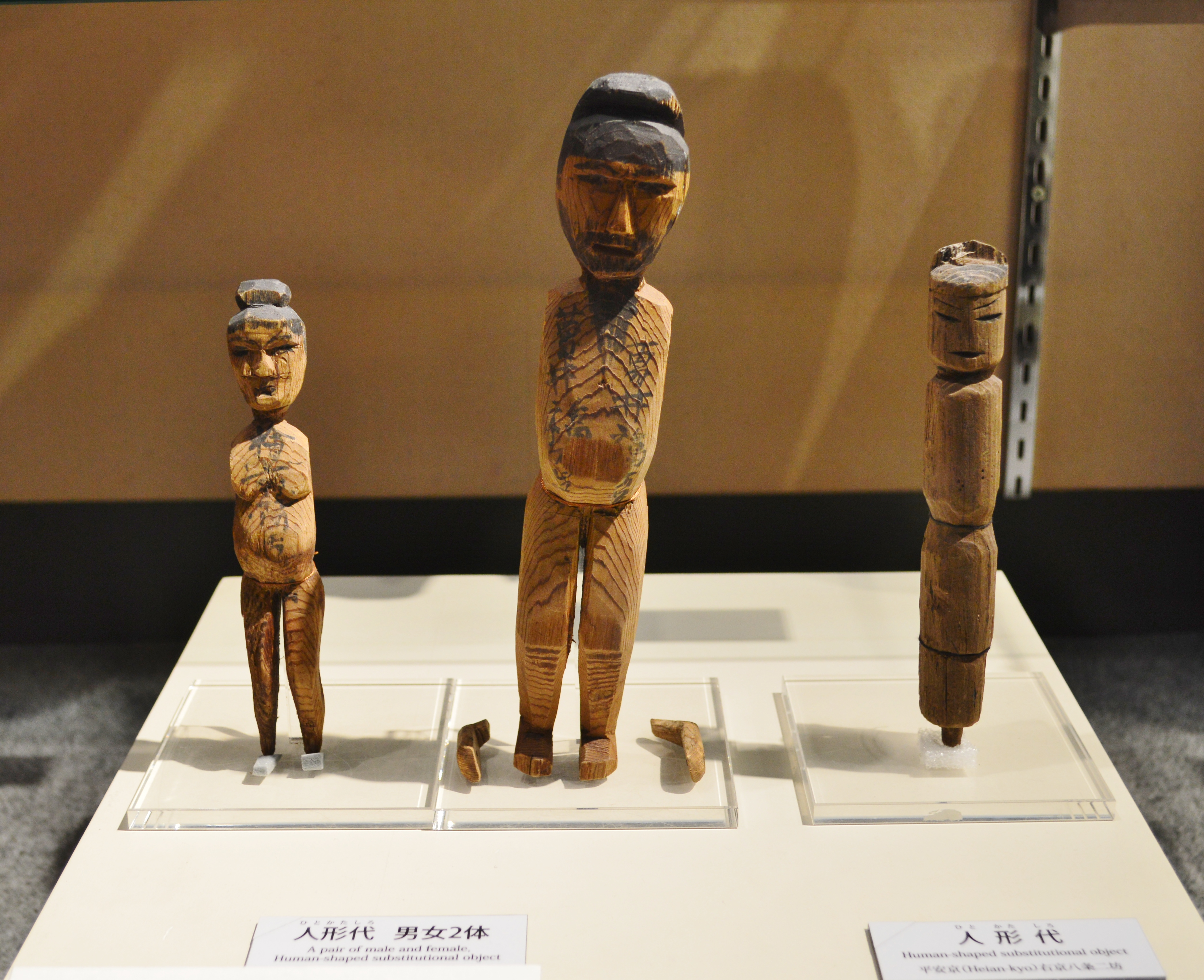
平安京出土人形代（京都市指定文化財）
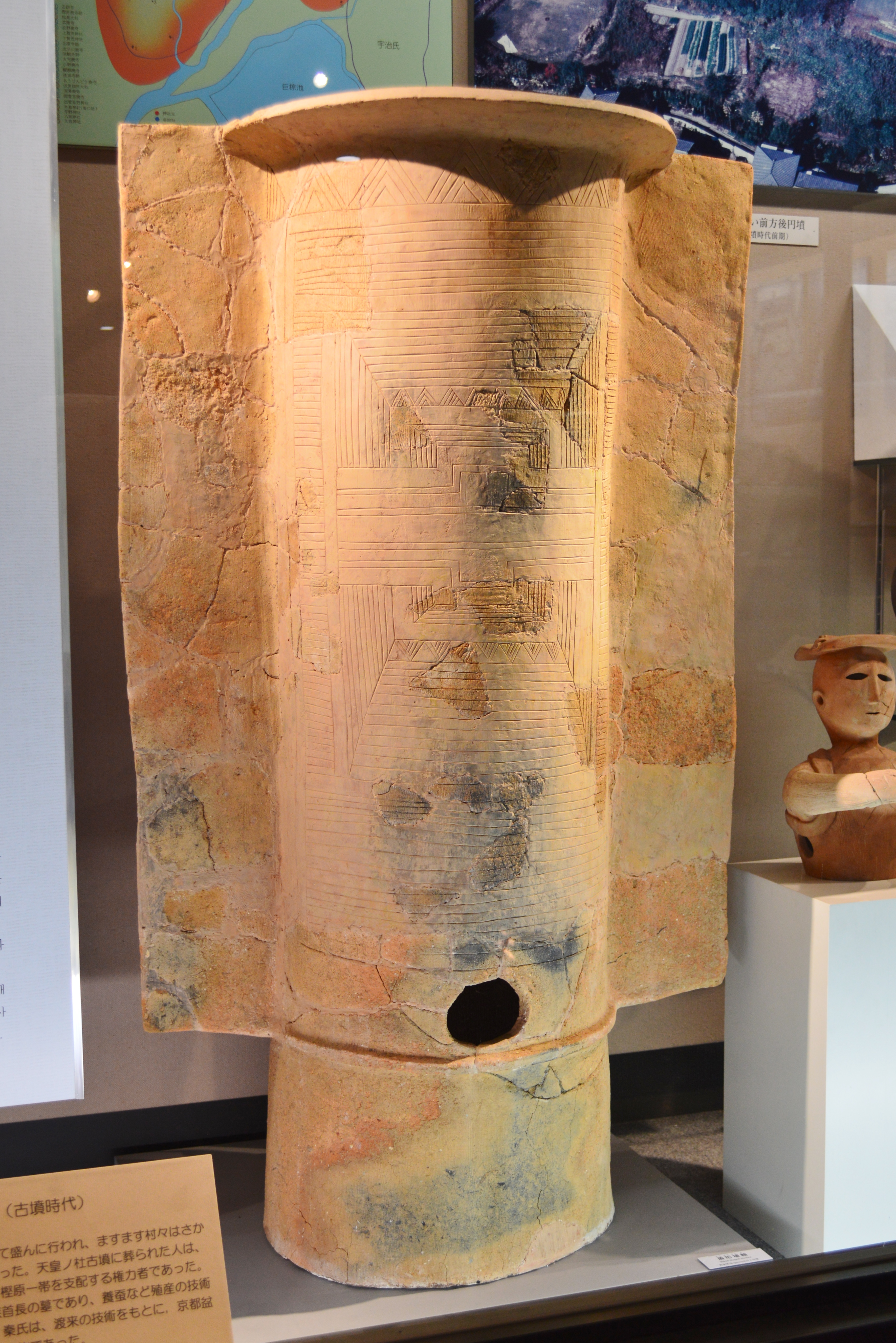
黄金塚2号墳出土盾形埴輪